# Elizabeth Smylie
Elizabeth «Liz» Smylie, nascuda Elizabeth Sayers (Perth, 11 d'abril de 1963) és una exjugadora de tennis australiana.
Durant la seva carrera va guanyar quatre títols de Grand Slam en dobles femenins i dobles mixts. En dobles va guanyar 36 títols i va arribar al cinquè lloc del rànquing mundial. En categoria individual no va destacar tant tot i que va aconseguir tres títols individuals i va arribar al 20è lloc del rànquing. Va formar part de l'equip australià de la Copa Federació durant molts anys i va guanyar la medalla de bronze en dobles femenins en els Jocs Olímpics de Seül 1988 junt a Wendy Turnbull.
Fou guardonada amb el premi WTA Comeback Player of the Year en dues ocasions, els anys 1990 i 1993.

## Biografia
Es va casar amb Peter Smylie, també tennista i mànager, amb el qual va tenir tres fills: Laura, Jordan i Elvis. Després de la seva retirada va ser director del torneig Australian Hard Court Championships i també comentarista esportiva de televisió.

## Torneigs de Grand Slam

### Dobles femenins: 5 (1−4)
| Resultat   | Núm. | Any  | Torneig          | Parella        | Oponents                           | Marcador      |
| ---------- | ---- | ---- | ---------------- | -------------- | ---------------------------------- | ------------- |
| Guanyadora | 1.   | 1985 | Wimbledon        | Kathy Jordan   | Martina Navrátilová Pam Shriver    | 5−7, 6−3, 6−4 |
| Finalista  | 1.   | 1987 | Wimbledon        | Betsy Nagelsen | Claudia Kohde-Kilsch Helena Suková | 5−7, 5−7      |
| Finalista  | 2.   | 1987 | US Open          | Kathy Jordan   | Martina Navrátilová Pam Shriver    | 7−5, 4−6, 2−6 |
| Finalista  | 3.   | 1990 | Wimbledon (2)    | Kathy Jordan   | Jana Novotná Helena Suková         | 3−6, 4−6      |
| Finalista  | 4.   | 1993 | Open d'Austràlia | Pam Shriver    | Gigi Fernández Nataixa Zvéreva     | 4−6, 3−6      |

### Dobles mixts: 8 (3−5)
| Resultat   | Núm. | Any  | Torneig       | Parella         | Oponents                            | Marcador      |
| ---------- | ---- | ---- | ------------- | --------------- | ----------------------------------- | ------------- |
| Guanyadora | 1.   | 1983 | US Open       | John Fitzgerald | Barbara Potter Ferdi Taygan         | 3−6, 6−3, 6−4 |
| Finalista  | 1.   | 1984 | US Open       | John Fitzgerald | Manuela Maleeva Tom Gullikson       | 6−2, 5−7, 4−6 |
| Finalista  | 2.   | 1985 | Wimbledon     | John Fitzgerald | Martina Navrátilová Paul McNamee    | 5−7, 6−4, 2−6 |
| Finalista  | 3.   | 1985 | US Open (2)   | John Fitzgerald | Martina Navrátilová Heinz Günthardt | 3−6, 4−6      |
| Finalista  | 4.   | 1988 | US Open (3)   | Patrick McEnroe | Jana Novotná Jim Pugh               | 5−7, 3−6      |
| Finalista  | 5.   | 1990 | Wimbledon (2) | John Fitzgerald | Zina Garrison Rick Leach            | 5−7, 2−6      |
| Guanyadora | 2.   | 1990 | US Open (2)   | Todd Woodbridge | Nataixa Zvéreva Jim Pugh            | 6−4, 6−2      |
| Guanyadora | 3.   | 1991 | Wimbledon     | John Fitzgerald | Nataixa Zvéreva Jim Pugh            | 7−6(4), 6−2   |

## Jocs Olímpics

### Dobles femenins
| Any  | Campionat                          | Parella        | Oponents                         | Resultat     |
| ---- | ---------------------------------- | -------------- | -------------------------------- | ------------ |
| 1988 | Jocs Olímpics, Seül, Corea del Sud | Wendy Turnbull | Steffi Graf Claudia Kohde-Kilsch | No disputat* |

- En aquesta edició no es va disputar el partit pel tercer lloc i es van guardonar amb medalla de bronze les dues parelles semifinalistes.

## Palmarès

### Individual: 7 (3−4)
| Llegenda                     |
| ---------------------------- |
| Grand Slam (0−0)             |
| WTA Tour Championships (0−0) |
| Tier I (0−0)                 |
| Tier II (0−0)                |
| Tier III (0−0)               |
| Tier IV (0−1)                |
| Tier V (0−1)                 |
| Virginia Slims (3−6)         |

| Títols per superfície |
| --------------------- |
| Dura (2−2)            |
| Gespa (0−2)           |
| Terra batuda (1−0)    |

| Resultat   | Núm. | Data                   | Torneig                     | Superfície   | Oponent            | Marcador      |
| ---------- | ---- | ---------------------- | --------------------------- | ------------ | ------------------ | ------------- |
| Guanyadora | 1.   | 26 d'abril de 1982     | Arzachena, Itàlia           | Terra batuda | Dana Gilbert       | 6−3, 6−0      |
| Guanyadora | 2.   | 19 de setembre de 1983 | Kansas City, Estats Units   | Dura         | Anne Minter        | 6−3, 6−1      |
| Finalista  | 1.   | 1 de juny de 1982      | Beckenham, Regne Unit       | Gespa        | Pam Shriver        | 3−6, 2−6      |
| Finalista  | 2.   | 12 de novembre de 1984 | Brisbane, Austràlia         | Gespa        | Helena Suková      | 4−6, 4−6      |
| Guanyadora | 3.   | 9 de febrer de 1987    | Oklahoma City, Estats Units | Dura         | Lori McNeil        | 4−6, 6−3, 7−5 |
| Finalista  | 3.   | 17 d'abril de 1989     | Tòquio, Japó                | Dura         | Kumiko Okamoto     | 4−6, 2−6      |
| Finalista  | 4.   | 9 d'abril de 1990      | Tòquio (2)                  | Dura         | Catarina Lindqvist | 3−6, 2−6      |

### Dobles femenins: 69 (36−33)
| Llegenda                     |
| ---------------------------- |
| Grand Slam (1−4)             |
| WTA Tour Championships (1−0) |
| Tier I (2−1)                 |
| Tier II (7−1)                |
| Tier III (2−3)               |
| Tier IV (3−3)                |
| Tier V (3−2)                 |
| Virginia Slims (17−19)       |

| Títols per superfície |
| --------------------- |
| Dura (17−10)          |
| Gespa (5−12)          |
| Terra batuda (4−1)    |
| Moqueta (10−10)       |

| Resultat   | Núm. | Data                   | Torneig                                               | Superfície   | Parella             | Oponents                              | Marcador         |
| ---------- | ---- | ---------------------- | ----------------------------------------------------- | ------------ | ------------------- | ------------------------------------- | ---------------- |
| Finalista  | 1.   | 12 d'octubre de 1981   | Kyoto, Japó                                           | Dura         | Kim Steinmetz       | Nanette Schutte M. van der Torre      | 2−6, 4−6         |
| Guanyadora | 1.   | 21 de febrer de 1983   | Ridgewood, Estats Units                               | Moqueta (i)  | Beverly Mould       | Rosalyn Fairbank Susan Leo            | 7−6, 4−6, 7−5    |
| Finalista  | 2.   | 6 de juny de 1983      | Birmingham, Regne Unit                                | Gespa        | Beverly Mould       | Billie Jean King Sharon Walsh         | 2−6, 4−6         |
| Finalista  | 3.   | 11 de juliol de 1983   | Newport, Estats Units                                 | Gespa        | Barbara Jordan      | Barbara Potter Pam Shriver            | 3−6, 1−6         |
| Guanyadora | 2.   | 19 de setembre de 1983 | Kansas City, Estats Units                             | Dura         | Sandy Collins       | Chris O'Neil Brenda Remilton          | 7−5, 7−6         |
| Finalista  | 4.   | 30 de gener de 1984    | Indianapolis, Estats Units                            | Moqueta (i)  | Beverly Mould       | Cláudia Monteiro Yvonne Vermaak       | 7−6(7), 4−6, 5−7 |
| Finalista  | 5.   | 5 de març de 1984      | Tòquio, Japó                                          | Moqueta (i)  | Barbara Jordan      | Ann Kiyomura Pam Shriver              | 3−6, 7−6(7), 3−6 |
| Finalista  | 6.   | 19 de març de 1984     | Dallas, Estats Units                                  | Moqueta (i)  | Sandy Collins       | Leslie Allen Anne White               | 4−6, 7−5, 2−6    |
| Finalista  | 7.   | 11 de juny de 1984     | Birmingham (2)                                        | Gespa        | Barbara Jordan      | Leslie Allen Anne White               | 6−7(1), 3−6      |
| Guanyadora | 3.   | 20 d'agost de 1984     | Mont-real, Canadà                                     | Dura         | Kathy Jordan        | C. Kohde-Kilsch Hana Mandlíková       | 6−1, 6−2         |
| Guanyadora | 4.   | 17 de setembre de 1984 | Fort Lauderdale, Estats Units                         | Dura         | Martina Navrátilová | Barbara Potter Sharon Walsh           | 2−6, 6−2, 6−3    |
| Guanyadora | 5.   | 8 d'octubre de 1984    | Tampa, Estats Units                                   | Dura         | Carling Bassett     | Mary-Lou Piatek Wendy White           | 6−4, 6−3         |
| Finalista  | 8.   | 10 de desembre de 1984 | Tòquio                                                | Moqueta (i)  | Catherine Tanvier   | C. Kohde-Kilsch Helena Suková         | 4−6, 4−6         |
| Guanyadora | 6.   | 21 de gener de 1985    | Key Biscayne, Estats Units                            | Dura         | Kathy Jordan        | Svetlana Parkhomenko Larisa Savchenko | 6−4, 7−6(2)      |
| Guanyadora | 7.   | 28 de gener de 1985    | Marco Island, Estats Units                            | Dura         | Kathy Jordan        | Camille Benjamin Bonnie Gadusek       | 6−3, 6−3         |
| Finalista  | 9.   | 4 de març de 1985      | Princeton, Estats Units                               | Moqueta (i)  | Marcella Mesker     | Martina Navrátilová Pam Shriver       | 5−7, 2−6         |
| Guanyadora | 8.   | 5 d'abril de 1985      | Bridgestone Doubles, Tòquio, Japó                     | Moqueta (i)  | Kathy Jordan        | Betsy Nagelsen Anne White             | 4−6, 7−5, 6−2    |
| Guanyadora | 9.   | 6 de maig de 1985      | Sydney, Austràlia                                     | Moqueta (i)  | Pam Shriver         | Barbara Potter Sharon Walsh           | 7−5, 7−5         |
| Guanyadora | 10.  | 13 de maig de 1985     | Melbourne, Austràlia                                  | Moqueta (i)  | Pam Shriver         | Anne Hobbs Kathy Jordan               | 6−2, 5−7, 6−1    |
| Finalista  | 10.  | 17 de juny de 1985     | Eastbourne, Regne Unit                                | Gespa        | Kathy Jordan        | Martina Navrátilová Pam Shriver       | 5−7, 4−6         |
| Guanyadora | 11.  | 24 de juny de 1985     | Wimbledon, Regne Unit                                 | Gespa        | Kathy Jordan        | Martina Navrátilová Pam Shriver       | 5−7, 6−3, 6−4    |
| Finalista  | 11.  | 15 de juliol de 1985   | Newport (2)                                           | Gespa        | Pam Shriver         | Chris Evert Wendy Turnbull            | 4−6, 6−7(2)      |
| Guanyadora | 12.  | 12 d'agost de 1985     | Mahwah, Estats Units                                  | Dura         | Kathy Jordan        | C. Kohde-Kilsch Helena Suková         | 7−6(6), 6−3      |
| Guanyadora | 13.  | 16 de setembre de 1985 | Chicago, Estats Units                                 | Moqueta (i)  | Kathy Jordan        | Elise Burgin JoAnne Russell           | 6−2, 6−2         |
| Finalista  | 12.  | 9 de desembre de 1985  | Tòquio (2)                                            | Moqueta (i)  | Marcella Mesker     | C. Kohde-Kilsch Helena Suková         | 0−6, 4−6         |
| Guanyadora | 14.  | 27 de gener de 1986    | Key Biscayne (2)                                      | Dura         | Kathy Jordan        | Betsy Nagelsen Barbara Potter         | 7−6(6), 2−6, 6−2 |
| Guanyadora | 15.  | 3 de març de 1986      | Princeton                                             | Moqueta (i)  | Kathy Jordan        | Hana Mandlíková Helena Suková         | 6−3, 7−5         |
| Finalista  | 13.  | 28 de març de 1986     | Nashville, Estats Units                               | Moqueta (i)  | Kathy Jordan        | Barbara Potter Pam Shriver            | 4−6, 3−6         |
| Finalista  | 14.  | 9 de juny de 1986      | Birmingham (3)                                        | Gespa        | Wendy Turnbull      | Elise Burgin Rosalyn Fairbank         | 2−6, 4−6         |
| Guanyadora | 16.  | 18 d'agost de 1986     | Mahwah (2)                                            | Dura         | Betsy Nagelsen      | Steffi Graf Helena Suková             | 7−6(4), 6−3      |
| Finalista  | 15.  | 29 de desembre de 1986 | Brisbane, Austràlia                                   | Gespa        | Betsy Nagelsen      | Hana Mandlíková Wendy Turnbull        | 4−6, 3−6         |
| Guanyadora | 17.  | 5 de gener de 1987     | Sydney (2)                                            | Gespa        | Betsy Nagelsen      | Jenny Byrne Janine Thompson           | 6−7(5), 7−5, 6−1 |
| Finalista  | 16.  | 23 de març de 1987     | Piscataway, Estats Units                              | Moqueta (i)  | Betsy Nagelsen      | Gigi Fernández Lori McNeil            | 1−6, 4−6         |
| Guanyadora | 18.  | 18 de maig de 1987     | Ginebra, Suïssa                                       | Terra batuda | Betsy Nagelsen      | Laura Gildemeister Catherine Tanvier  | 4−6, 6−4, 6−3    |
| Finalista  | 17.  | 15 de juny de 1987     | Eastbourne (2)                                        | Gespa        | Rosalyn Fairbank    | Svetlana Parkhomenko Larisa Savchenko | 6−7(6), 6−4, 5−7 |
| Finalista  | 18.  | 22 de juny de 1987     | Wimbledon                                             | Gespa        | Betsy Nagelsen      | C. Kohde-Kilsch Helena Suková         | 5−7, 5−7         |
| Finalista  | 19.  | 24 d'agost de 1987     | Mahwah                                                | Dura         | Anne Hobbs          | Gigi Fernández Lori McNeil            | 3−6, 2−6         |
| Finalista  | 20.  | 31 d'agost de 1987     | US Open, Estats Units                                 | Dura         | Kathy Jordan        | Martina Navrátilová Pam Shriver       | 7−5, 4−6, 2−6    |
| Guanyadora | 19.  | 13 de juny de 1988     | Eastbourne                                            | Gespa        | Eva Pfaff           | Belinda Cordwell Dinky Van Rensburg   | 6−3, 7−6(6)      |
| Finalista  | 21.  | 9 de gener de 1989     | Sydney                                                | Dura         | Wendy Turnbull      | Martina Navrátilová Pam Shriver       | 3−6, 3−6         |
| Finalista  | 22.  | 30 de gener de 1989    | Auckland, Nova Zelanda                                | Dura         | Janine Thompson     | Patty Fendick Jill Hetherington       | 4−6, 4−6         |
| Guanyadora | 20.  | 6 de febrer de 1989    | Wellington, Nova Zelanda                              | Dura         | Janine Thompson     | Tracey Morton Heidi Sprung            | 7−6(3), 6−1      |
| Finalista  | 23.  | 27 de febrer de 1989   | Oklahoma City, Estats Units                           | Dura (i)     | Elise Burgin        | Lori McNeil Betsy Nagelsen            | Renúncia         |
| Guanyadora | 21.  | 10 d'abril de 1989     | Singapur, Singapur                                    | Dura         | Belinda Cordwell    | Ann Henricksson Beth Herr             | 6−7(6), 6−2, 6−1 |
| Guanyadora | 22.  | 17 d'abril de 1989     | Tòquio                                                | Dura         | Jill Hetherington   | Ann Henricksson Beth Herr             | 6−1, 6−3         |
| Guanyadora | 23.  | 8 de maig de 1989      | Roma, Itàlia                                          | Terra batuda | Janine Thompson     | Manon Bollegraf Mercedes Paz          | 6−4, 6−3         |
| Guanyadora | 24.  | 15 de maig de 1989     | Berlín, Alemanya Occidental                           | Terra batuda | Janine Thompson     | Lise Gregory Gretchen Magers          | 5−7, 6−3, 6−2    |
| Finalista  | 24.  | 17 de juliol de 1989   | Newport (3)                                           | Gespa        | Wendy Turnbull      | Gigi Fernández Lori McNeil            | 3−6, 6−7(5), 5−7 |
| Finalista  | 25.  | 15 de setembre de 1989 | VS International Doubles Championships, Tòquio        | Moqueta (i)  | Wendy Turnbull      | Gigi Fernández Robin White            | 2−6, 2−6         |
| Guanyadora | 25.  | 29 de gener de 1990    | Tòquio                                                | Moqueta (i)  | Gigi Fernández      | Jo-Anne Faull Rachel McQuillan        | 6−2, 6−2         |
| Guanyadora | 26.  | 26 de març de 1990     | San Antonio, Estats Units                             | Dura         | Kathy Jordan        | Gigi Fernández Robin White            | 7−5, 7−5         |
| Guanyadora | 27.  | 9 d'abril de 1990      | Tòquio (2)                                            | Dura         | Kathy Jordan        | Michelle Jaggard Hu Na                | 6−0, 3−6, 6−1    |
| Finalista  | 26.  | 21 de maig de 1990     | Estrasburg, França                                    | Terra batuda | Kathy Jordan        | Nicole Provis Elna Reinach            | 1−6, 4−6         |
| Finalista  | 27.  | 25 de juny de 1990     | Wimbledon (2)                                         | Gespa        | Kathy Jordan        | Jana Novotná Helena Suková            | 3−6, 4−6         |
| Guanyadora | 28.  | 12 de novembre de 1990 | Virginia Slims Championships, Nova York, Estats Units | Moqueta (i)  | Kathy Jordan        | Mercedes Paz A. Sánchez Vicario       | 7−6(4), 6−4      |
| Guanyadora | 29.  | 28 de gener de 1991    | Tòquio (2)                                            | Moqueta (i)  | Kathy Jordan        | M.J. Fernández Robin White            | 4−6, 6−0, 6−3    |
| Guanyadora | 30.  | 20 de maig de 1991     | Ginebra (2)                                           | Terra batuda | Nicole Provis       | Cathy Caverzasio M. Maleeva-Fragnière | 6−1, 6−2         |
| Guanyadora | 31.  | 10 de juny de 1991     | Birmingham                                            | Gespa        | Nicole Provis       | Sandy Collins Elna Reinach            | 6−3, 6−4         |
| Guanyadora | 32.  | 11 de gener de 1993    | Sydney (3)                                            | Dura         | Pam Shriver         | Lori McNeil Rennae Stubbs             | 7−6(4), 6−2      |
| Finalista  | 28.  | 18 de gener de 1993    | Open d'Austràlia, Austràlia                           | Dura         | Pam Shriver         | Gigi Fernández Nataixa Zvéreva        | 4−6, 3−6         |
| Finalista  | 29.  | 7 de juny de 1993      | Birmingham (4)                                        | Gespa        | Pam Shriver         | Lori McNeil Martina Navrátilová       | 3−6, 4−6         |
| Guanyadora | 33.  | 26 de juliol de 1993   | Stratton Mountain, Estats Units                       | Dura         | Helena Suková       | M. Maleeva-Fragnière Mercedes Paz     | 6−1, 6−2         |
| Finalista  | 30.  | 2 d'agost de 1993      | San Diego, Estats Units                               | Dura         | Pam Shriver         | Gigi Fernández Helena Suková          | 4−6, 3−6         |
| Guanyadora | 34.  | 31 de gener de 1994    | Tòquio (3)                                            | Moqueta (i)  | Pam Shriver         | Manon Bollegraf Martina Navrátilová   | 6−3, 3−6, 7−6(3) |
| Finalista  | 31.  | 7 de febrer de 1994    | Osaka, Japó                                           | Moqueta (i)  | Pam Shriver         | Larisa Neiland Rennae Stubbs          | 4−6, 7−6(2), 5−7 |
| Guanyadora | 35.  | 25 de juliol de 1994   | Stratton Mountain (2)                                 | Dura         | Pam Shriver         | Conchita Martínez A. Sánchez Vicario  | 7−6(4), 2−6, 7−5 |
| Finalista  | 32.  | 15 d'agost de 1994     | Mont-real                                             | Dura         | Pam Shriver         | Meredith McGrath A. Sánchez Vicario   | 6−2, 2−6, 4−6    |
| Finalista  | 33.  | 22 d'agost de 1994     | Schenectady, Estats Units                             | Dura         | Pam Shriver         | Meredith McGrath Larisa Neiland       | 2−6, 2−6         |
| Guanyadora | 36.  | 10 de juny de 1996     | Birmingham (2)                                        | Gespa        | Linda Wild          | Lori McNeil Nathalie Tauziat          | 6−3, 3−6, 6−1    |

### Dobles mixts: 8 (3−5)
| Títols per superfície |
| --------------------- |
| Dura (2−3)            |
| Gespa (1−2)           |
| Terra batuda (0−0)    |

| Resultat   | Núm. | Data               | Torneig               | Superfície | Parella         | Oponents                            | Marcador      |
| ---------- | ---- | ------------------ | --------------------- | ---------- | --------------- | ----------------------------------- | ------------- |
| Guanyadora | 1.   | 29 d'agost de 1983 | US Open, Estats Units | Dura       | John Fitzgerald | Barbara Potter Ferdi Taygan         | 3−6, 6−3, 6−4 |
| Finalista  | 1.   | 27 d'agost de 1984 | US Open               | Dura       | John Fitzgerald | Manuela Maleeva Tom Gullikson       | 6−2, 5−7, 4−6 |
| Finalista  | 2.   | 24 de juny de 1985 | Wimbledon, Regne Unit | Gespa      | John Fitzgerald | Martina Navrátilová Paul McNamee    | 5−7, 6−4, 2−6 |
| Finalista  | 3.   | 26 d'agost de 1985 | US Open (2)           | Dura       | John Fitzgerald | Martina Navrátilová Heinz Günthardt | 3−6, 4−6      |
| Finalista  | 4.   | 29 d'agost de 1988 | US Open (3)           | Dura       | Patrick McEnroe | Jana Novotná Jim Pugh               | 5−7, 3−6      |
| Finalista  | 5.   | 25 de juny de 1990 | Wimbledon (2)         | Gespa      | John Fitzgerald | Zina Garrison Rick Leach            | 5−7, 2−6      |
| Guanyadora | 2.   | 27 d'agost de 1990 | US Open (2)           | Dura       | Todd Woodbridge | Nataixa Zvéreva Jim Pugh            | 6−4, 6−2      |
| Guanyadora | 3.   | 24 de juny de 1991 | Wimbledon             | Gespa      | John Fitzgerald | Nataixa Zvéreva Jim Pugh            | 7−6(4), 6−2   |

### Equips: 2 (0−2)
| Resultat  | Núm. | Data                    | Torneig                             | Superfície   | Equip                                      | Oponents                                                     | Marcador |
| --------- | ---- | ----------------------- | ----------------------------------- | ------------ | ------------------------------------------ | ------------------------------------------------------------ | -------- |
| Finalista | 1.   | 15−22 de juliol de 1984 | Copa Federació, São Paulo, Brasil   | Terra batuda | Anne Minter Wendy Turnbull                 | Iva Budarova Hana Mandlíková Marcela Skuherska Helena Suková | 1−2      |
| Finalista | 2.   | 25 de juliol de 1993    | Copa Federació, Frankfurt, Alemanya | Terra batuda | M. Jaggard-Lai Nicole Provis Rennae Stubbs | Conchita Martínez A. Sánchez Vicario                         | 0−3      |

## Trajectòria

### Individual
| Open d'Austràlia | 1R          | A           | 1R          | 2R          | 1R          | 2R          | NC          | QF          | 1R  | 1R          | 3R          | 3R          | A   | 1R  | 1R  | 0 / 12 |
| Roland Garros | A           | A           | A           | 2R          | 1R          | A           | 1R          | 1R          | A   | 1R          | 1R          | 1R          | A   | 1R  | A   | 0 / 8  |
| Wimbledon | A           | 2R          | 1R          | 1R          | 4R          | 4R          | 3R          | 3R          | 1R  | 3R          | 1R          | 3R          | A   | 2R  | 1R  | 0 / 13 |
| US Open | A           | 1R          | A           | 1R          | 1R          | 1R          | 2R          | 2R          | A   | 2R          | 1R          | 1R          | A   | 1R  | A   | 0 / 10 |
| Jocs Olímpics | No celebrat | No celebrat | No celebrat | No celebrat | No celebrat | No celebrat | No celebrat | No celebrat | 1R  | No celebrat | No celebrat | No celebrat | A   | NC  | NC  | 0 / 1  |
| Rànquing a final d'any | 96          | 225         | 115         | 73          | 36          | 43          | 114         | 27          | 154 | 66          | 53          | 115         | 336 | 119 | 194 |        |
| Llegenda: G: Guanyadora; F: Finalista; SF: Semifinalista; QF: Quarts de final; Q: Qualificació; A: Absent; RR: Round Robin; |             |             |             |             |             |             |             |             |     |             |             |             |     |     |     |        |

### Dobles femenins
| Open d'Austràlia | QF          | 2R          | 1R          | 2R          | 1R          | 2R          | NC          | 1R          | SF | QF          | 3R          | QF          | A  | F           | SF          | A           | 1R | 1R | 0 / 15 |
| Roland Garros | A           | A           | 3R          | 2R          | SF          | A           | A           | QF          | A  | 1R          | 2R          | 2R          | A  | 2R          | 2R          | A           | 3R | A  | 0 / 10 |
| Wimbledon | A           | A           | 1R          | 1R          | 2R          | G           | QF          | F           | QF | 3R          | F           | 3R          | 1R | SF          | QF          | A           | SF | 1R | 1 / 15 |
| US Open | A           | 1R          | 2R          | 3R          | 3R          | 2R          | QF          | F           | 1R | 2R          | SF          | 2R          | 2R | 3R          | 3R          | A           | 1R | A  | 0 / 15 |
| Jocs Olímpics | No celebrat | No celebrat | No celebrat | No celebrat | No celebrat | No celebrat | No celebrat | No celebrat | 3a | No celebrat | No celebrat | No celebrat | A  | No celebrat | No celebrat | No celebrat | A  | NC | 0 / 1  |
| Rànquing a final d'any |             |             |             |             | 13          | 7           | 8           | 8           | 20 | 12          | 10          | 14          | 54 | 9           | 13          | −           | 27 | −  |        |
| Llegenda: G: Guanyadora; F: Finalista; SF: Semifinalista; QF: Quarts de final; Q: Qualificació; A: Absent; RR: Round Robin; |             |             |             |             |             |             |             |             |    |             |             |             |    |             |             |             |    |    |        |

### Dobles mixts
| Open d'Austràlia | No celebrat | No celebrat | No celebrat | No celebrat | 2R | QF | QF | SF | SF | A  | QF | 2R | A | 1R | 1R | 0 / 9  |
| Roland Garros | 2R          | QF          | A           | A           | 1R | A  | A  | 3R | A  | A  | SF | 2R | A | A  | A  | 0 / 6  |
| Wimbledon | A           | SF          | F           | QF          | QF | SF | 2R | F  | G  | 2R | 3R | QF | A | 3R | A  | 1 / 12 |
| US Open | G           | F           | F           | SF          | 2R | F  | 2R | G  | 2R | 1R | 2R | 1R | A | 1R | A  | 2 / 13 |
| Llegenda: G: Guanyadora; F: Finalista; SF: Semifinalista; QF: Quarts de final; Q: Qualificació; A: Absent; RR: Round Robin; |             |             |             |             |    |    |    |    |    |    |    |    |   |    |    |        |

## Guardons
- WTA Comeback Player of the Year (1990, 1993)